# Fred Sadoff
Fred Sadoff (* 21. Oktober 1926 in Brooklyn, New York City, USA; † 6. Mai 1994 in Los Angeles, USA) war ein US-amerikanischer Schauspieler.

## Leben und Wirken
Sadoff wurde in Brooklyn geboren und diente von 1943 bis 1944 in der US-Army. 1947 hatte er seinen ersten Auftritt als Schauspieler am Broadway, sein Filmdebüt hatte er 1958.
Er lebte und spielte einige Zeit in Großbritannien, wo er die gute Bekanntschaft mit Michael Redgrave machte, als Regie-Assistent am Shakespeare-Theater in Stratford-upon-Avon tätig war und auch in London Theater spielte.
Nach seiner Rückkehr in die USA war er zunächst in New York tätig, wo er Mitbegründer der Actors Studios wurde und 1974 nach Los Angeles zog.
Sadoff war auch als Fernsehschauspieler in Gastrollen in bekannten Fernsehserien wie Modern Romances (1955), Simon Templar (1965), Dr. med. Marcus Welby (1969), FBI (1969), Kung Fu (1973), Detektiv Rockford (1974 und 1975 je eine Rolle), Quincy (1976), Die Straßen von San Francisco (1972–1977), Magnum (1987) zu sehen. Sein Schaffen für Film und Fernsehen umfasst mehr als 80 Produktionen.
Am Broadway spielte er in Stücken von Tennessee Williams oder James A. Michener.
Er starb an den Folgen seiner AIDS-Erkrankung im Alter von 67 Jahren.

## Filmographie (Auswahl)
- 1957: Vier Pfeifen Opium (The Quiet American)
- 1972: Die Höllenfahrt der Poseidon (The Poseidon Adventure)
- 1973: Papillon
- 1973: Marco
- 1973: Zapfenstreich (Cinderella Liberty)
- 1974: Der Killer im Kopf (The Terminal Man)
- 1984: Endstation Sehnsucht (A Streetcar Named Desire)